# Ella in London
Ella in London is een elpee van Ella Fitzgerald, die zij in 1974 met haar trio opnam in de Londense jazzclub Ronnie Scott's.
De plaat werd opgenomen met het Tommy Flanagan Quartet, bestaande uit Tommy Flanagan op piano, Joe Pass op gitaar, Keter Betts op bas en Bobby Durham op drums.

## Nummers
1. Sweet Georgia Brown (3:15)
2. They Can't Take That Away from Me (4:12)
3. Ev'ry Time We Say Goodbye (2:57)
4. The Man I Love (8:10)
5. It Don't Mean a Thing (If It Ain't Got That Swing) (7:25)
6. You've Got a Friend (6:46)
7. Lemon Drop (3:48)
8. The Very Thought of You (4:13)
9. Happy Blues (6:00)